# Hildesheims domkyrka

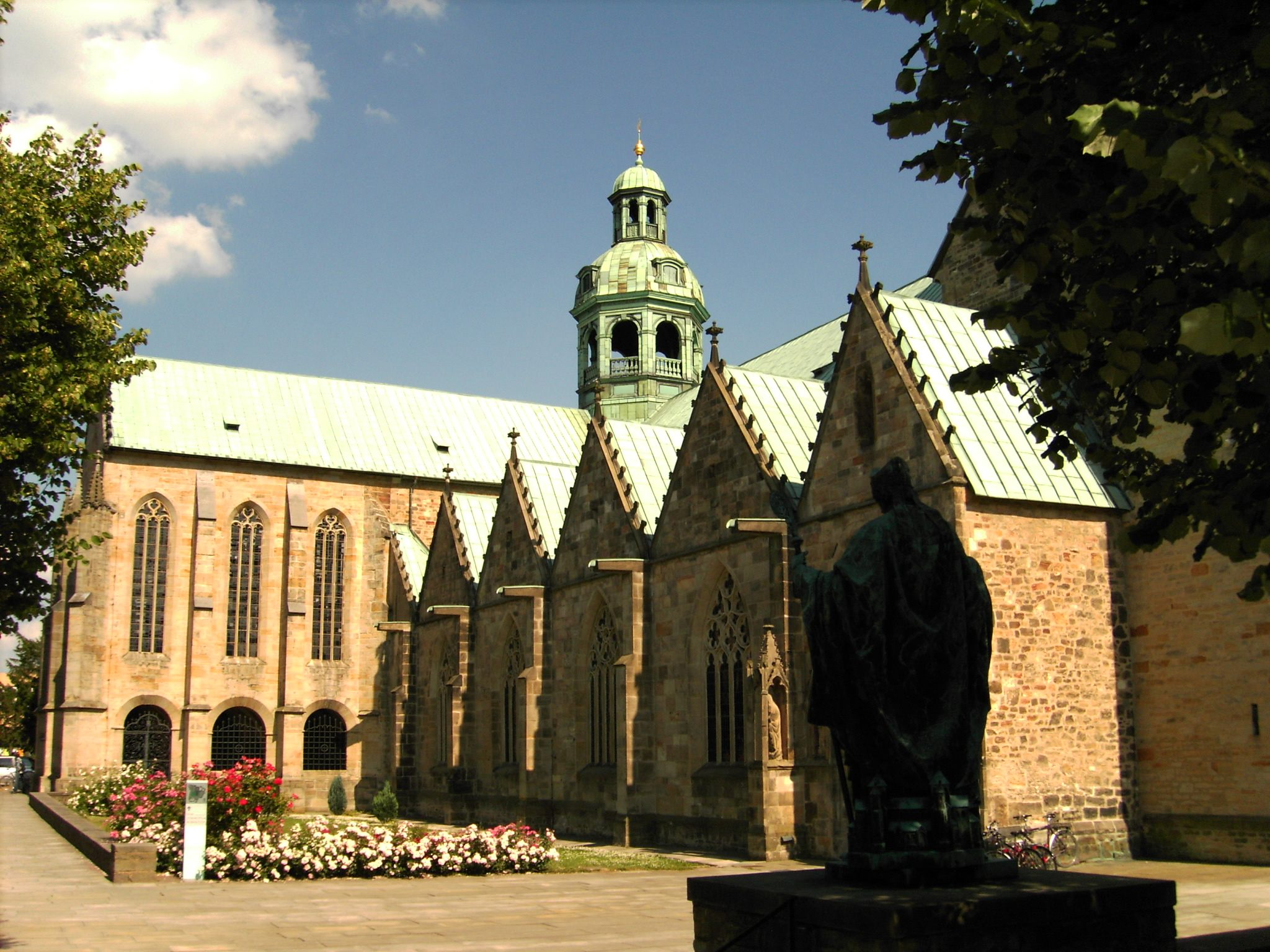
Hildesheims domkyrka, vy från nordväst

Hildesheims domkyrka (på tyska: Hildesheimer Dom) är en stor romersk-katolsk medeltida katedral i Hildesheim, Tyskland som 1985 blev uppsatt på Unescos världsarvslista.

## Historia
Kyrkan byggdes mellan år 1010 och 1020 i Romersk stil. Den följer en symmetrisk plan med två absider, som är karakteristisk för Ottonsk Romansk arkitektur i hertigdömet Sachsen. Efter renoveringar och utbyggnader på 1000-, 1100- och 1300-talet, förstördes katedralen helt efter en flygbombning 1945, men återuppbyggdes 1950 till 1960.
Katedralen är berömd för sina många konstverk, bland dessa finns:
- Bronsdörren, beställd av biskop Bernward (1015), med reliefer från berättelsen om Adam och berättelsen om Jesus Kristus.
- Bronspelaren, 4,5 meter hög (daterar sig kring år 1020), beundrad med sina reliefer om Jesu liv.
- Två enorma hjulformade kandelabrar från 1000-talet.
- Sarkofagen efter Sankt Godehard
- Sankt Epiphanius relikskrin (1100-talet)
- En dopfunt som daterar sig från år 1225.

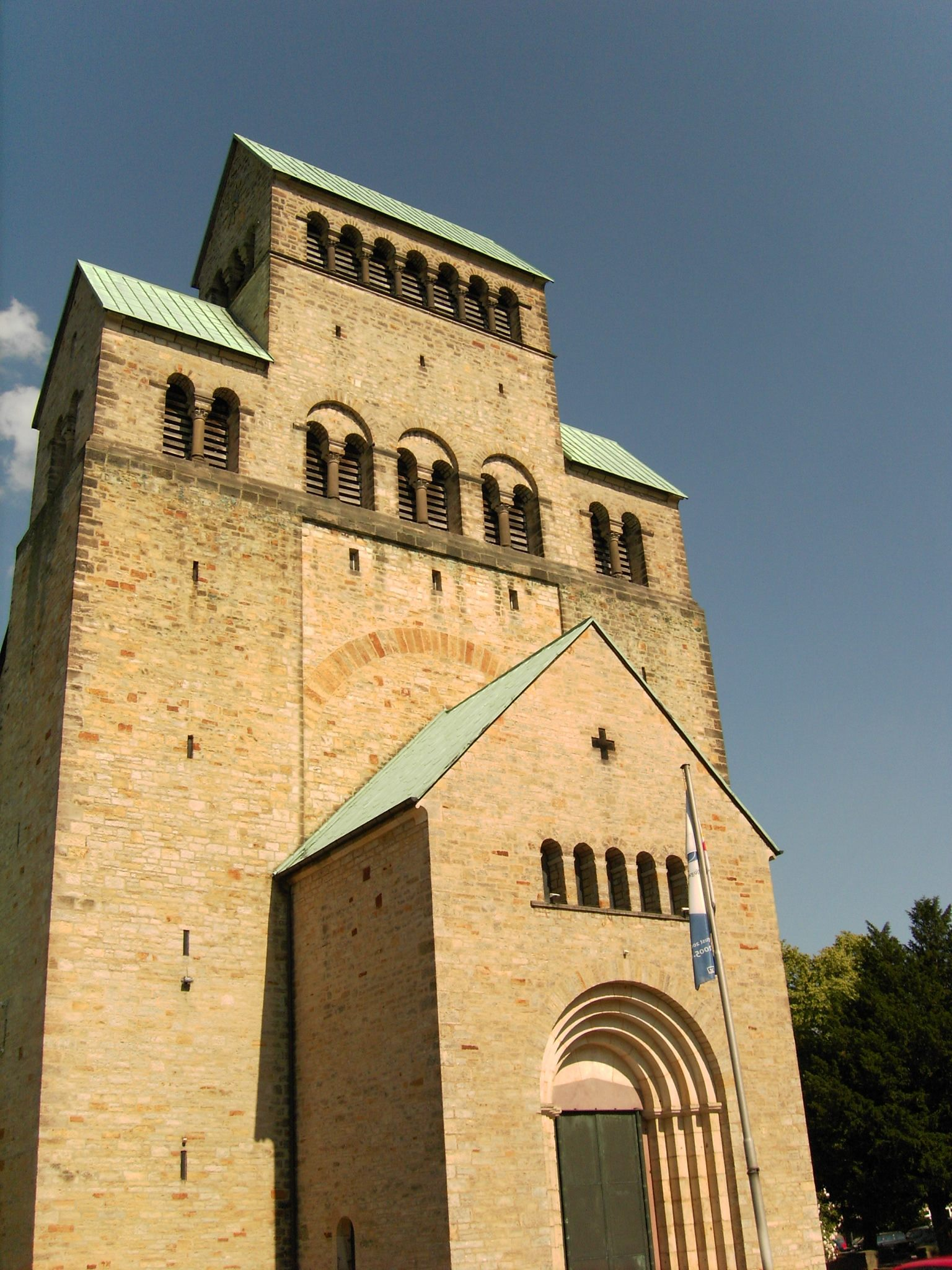
Västra sidan

I mitten av katedralens gårdsplan finns det gotiska Annakapellet (Annenkapelle), uppfört år 1321. Här finns också den legendariska 1000-år gamla rosenbusken som växer på katedralens ena absidmur och symboliserar staden Hildesheims blomstring. Enligt legenden kommer Hildesheim blomstra så länge busken gör det. 1945 förstörde allierade bombningar katedralen, men busken överlevde mirakulöst. Dess rötter låg oskadade under ruinerna och snart växte busken upp igen.
Katedralmuseet äger en av de mest omfattande samlingarna medeltida skatter i Europa.